# کلیفورد سیماک
کلیفورد دونالد سیماک (به انگلیسی: Clifford Donald Simak) (زاده ۳ اوت ۱۹۰۴ - درگذشته ۲۵ آوریل ۱۹۸۸) نویسندهٔ آمریکایی پیشرو سبک علمی-تخیلی بود. وی برندهٔ چندین جایزهٔ معتبر در زمینهٔ داستان‌های علمی-تخیلی از جمله سه جایزه هوگو و یک جایزه نبولا شده است. علاوه بر این او به عنوان سومین استاد بزرگ علمی-تخیلی هم نامزد شده بود.

## کتابشناسی

### رمان‌ها
- خالق
- شهر

### داستان‌های کوتاه
- همزاد